# Distretto di Matacoto
Il distretto di Matacoto è un distretto del Perù nella provincia di Yungay (regione di Ancash) con 1.482 abitanti al censimento 2007 dei quali 218 urbani e 1.264 rurali.
È stato istituito il 7 novembre 1955.